# Megacrania artus
Megacrania artus är en insektsart som beskrevs av Hsiung 2003. Megacrania artus ingår i släktet Megacrania och familjen Phasmatidae. Inga underarter finns listade i Catalogue of Life.